# Catch Without Arms
Catch Without Arms è il terzo album in studio del gruppo musicale statunitense Dredg, pubblicato il 21 giugno 2005 dalla Interscope Records.

## Tracce
Testi e musiche dei Dredg, eccetto dove indicato.
Perspective I
1. Ode to the Sun – 4:12 (Dredg, Chris Degarmo)
2. Bug Eyes – 4:14
3. Catch Without Arms – 4:11
4. Not That Simple – 4:56
5. Zebraskin – 3:26
6. The Tanbark Is Hot Lava – 3:45
7. Sang Real – 4:29

Perspective II
1. Planting Seeds – 4:12
2. Spitshine – 3:34 (Dredg, Chris Degarmo)
3. Jamais vu – 4:56
4. Hung Over on a Tuesday – 4:05
5. Matroshka (The Ornament) – 5:38

Traccia bonus nell'edizione europea
1. Uplifting News – 3:22

## Formazione
Hanno partecipato alle registrazioni, secondo le note di copertina:
Gruppo
- Gavin Hayes – voce
- Mark Engles – chitarra
- Drew Roulette – basso
- Dino Campanella – batteria, percussioni

Altri musicisti
- Chris Degarmo – arrangiamento aggiuntivo
- Nathan Calvin – voce aggiuntiva (traccia 8)

Produzione
- Terry Date – produzione, registrazione, missaggio
- Scott Olsen – ingegneria del suono aggiuntiva, ingegneria Pro Tools
- Floyd Reitsma – ingegneria del suono aggiuntiva, ingegneria Pro Tools, assistenza alla registrazione
- Sam Hofstedt – ingegneria del suono aggiuntiva, ingegneria Pro Tools, assistenza al missaggio
- Ted Jensen – mastering

## Classifiche
| Classifica (2005)         | Posizione massima |
| ------------------------- | ----------------- |
| Germania                  | 56                |
| Stati Uniti               | 123               |
| Stati Uniti (heatseekers) | 1                 |